# Zincroselita
La zincroselita és un mineral de la classe dels fosfats que pertany al grup de la brandtita. Rep el seu nom com a membre del grup de la roselita amb zinc dominant.

## Característiques
La zincroselita és un fosfat de fórmula química Ca₂Zn(AsO₄)₂·2H₂O. Va ser aprovada com a espècie vàlida per l'Associació Mineralògica Internacional l'any 1985. Cristal·litza en el sistema monoclínic. La seva duresa a l'escala de Mohs és 3.
Segons la classificació de Nickel-Strunz, la zincroselita pertany a «08.CG - Fosfats sense anions addicionals, amb H₂O, amb cations de mida mitjana i gran, RO₄:H₂O = 1:1» juntament amb els següents minerals: cassidyita, col·linsita, fairfieldita, gaitita, messelita, parabrandtita, talmessita, hillita, brandtita, roselita, wendwilsonita, rruffita, ferrilotharmeyerita, lotharmeyerita, mawbyita, mounanaïta, thometzekita, tsumcorita, cobaltlotharmeyerita, cabalzarita, krettnichita, cobalttsumcorita, niquellotharmeyerita, manganlotharmeyerita, schneebergita, nickelschneebergita, gartrellita, helmutwinklerita, zincgartrel·lita, rappoldita, fosfogartrel·lita, lukrahnita, pottsita i niqueltalmessita.

## Formació i jaciments
Va ser descoberta a la mina Tsumeb, a la regió d'Otjikoto, a Namíbia. També ha estat descrita al districte de Bou Azzer, a la regió de Drâa-Tafilalet, al Marroc. Es tracta dels dos únic indrets on ha estat trobada aquesta espècie.